# Ігл (Колорадо)
Ігл (англ. Eagle) — місто (англ. town) в США, в окрузі Ігл штату Колорадо. Населення — 7511 особа (2020).

## Географія
Ігл розташований за координатами 39°38′4″ пн. ш. 106°49′2″ зх. д. / 39.63444° пн. ш. 106.81722° зх. д. (39.634395, -106.817214).  За даними Бюро перепису населення США в 2010 році місто мало площу 11,94 км², з яких 11,89 км² — суходіл та 0,05 км² — водойми.

### Клімат
| Клімат : Ігл                                   | Клімат : Ігл | Клімат : Ігл | Клімат : Ігл | Клімат : Ігл | Клімат : Ігл | Клімат : Ігл | Клімат : Ігл | Клімат : Ігл | Клімат : Ігл | Клімат : Ігл | Клімат : Ігл | Клімат : Ігл | Клімат : Ігл |
| Показник                                       | Січ.         | Лют.         | Бер.         | Квіт.        | Трав.        | Черв.        | Лип.         | Серп.        | Вер.         | Жовт.        | Лист.        | Груд.        | Рік          |
| Абсолютний максимум, °C                        | 14,4         | 18,3         | 22,8         | 27,8         | 32,2         | 37,8         | 37,2         | 35,6         | 33,9         | 28,9         | 22,8         | 16,1         | 37,8         |
| Середній максимум, °C                          | 0,2          | 3,3          | 8,4          | 13,7         | 19,6         | 25,3         | 28,4         | 27,5         | 22,6         | 15,7         | 6,9          | 0,4          | 14,4         |
| Середній мінімум, °C                           | −12,2        | −8,4         | −3,4         | −0,6         | 3,5          | 6,8          | 10,7         | 10,3         | 5,6          | −0,1         | −5,6         | −10,8        | −0,3         |
| Абсолютний мінімум, °C                         | −46,1        | −43,3        | −28,9        | −26,1        | −15          | −11,1        | −1,7         | −3,3         | −10          | −16,7        | −33,9        | −36,1        | −46,1        |
| Норма опадів, мм                               | 11           | 14           | 20           | 30           | 25           | 19           | 38           | 21           | 36           | 31           | 23           | 20           | 287          |
| Днів з опадами                                 | 5,6          | 6,9          | 8,2          | 7,5          | 8,9          | 5,9          | 10,8         | 8,9          | 8,3          | 7,2          | 8,1          | 7,6          | 93,9         |
| Днів зі снігом                                 | 5,4          | 6,3          | 5,9          | 3,2          | 0,6          | 0            | 0            | 0            | 0,1          | 1,4          | 5,7          | 7,4          | 36,0         |
| ---------------------------------------------- | ------------ | ------------ | ------------ | ------------ | ------------ | ------------ | ------------ | ------------ | ------------ | ------------ | ------------ | ------------ | ------------ |
| Джерело: NOAA, Western Regional Climate Center |              |              |              |              |              |              |              |              |              |              |              |              |              |

## Демографія
Згідно з переписом 2010 року, у місті мешкало 6508 осіб у 2183 домогосподарствах у складі 1666 родин. Густота населення становила 545 осіб/км².  Було 2416 помешкань (202/км²).
Расовий склад населення:
| - 87,3 % — білих - 0,8 % — корінних американців - 0,8 % — азіатів - 0,4 % — чорних або афроамериканців - 7,9 % — осіб інших рас |

До двох чи більше рас належало 2,6 %. Частка іспаномовних становила 22,3 % від усіх жителів.
За віковим діапазоном населення розподілялося таким чином: 31,7 % — особи молодші 18 років, 64,2 % — особи у віці 18—64 років, 4,1 % — особи у віці 65 років та старші. Медіана віку мешканця становила 33,8 року. На 100 осіб жіночої статі у місті припадало 104,5 чоловіків;  на 100 жінок у віці від 18 років та старших — 102,9 чоловіків також старших 18 років.
Середній дохід на одне домашнє господарство  становив 103 889 доларів США (медіана — 78 066), а середній дохід на одну сім'ю — 101 901 долар (медіана — 79 961). Медіана доходів становила 62 217 доларів для чоловіків та 50 577 доларів для жінок. За межею бідності перебувало 1,7 % осіб, у тому числі 0,0 % дітей у віці до 18 років та 21,7 % осіб у віці 65 років та старших.
Цивільне працевлаштоване населення становило 3519 осіб. Основні галузі зайнятості: мистецтво, розваги та відпочинок — 26,0 %, будівництво — 14,4 %, науковці, спеціалісти, менеджери — 12,5 %, освіта, охорона здоров'я та соціальна допомога — 11,4 %.